# Вирембиська (Вармінсько-Мазурське воєводство)
Вирембиська (пол. Wyrębiska, нім. Lichtwalde) — село в Польщі, у гміні Пененжно Браневського повіту Вармінсько-Мазурського воєводства.
Населення — 43 особи (2011).
У 1975-1998 роках село належало до Ельблонзького воєводства.

## Демографія
Демографічна структура станом на 31 березня 2011 року:
|          | Загалом | Допрацездатний вік | Працездатний вік | Постпрацездатний вік |
| -------- | ------- | ------------------ | ---------------- | -------------------- |
| Чоловіки | 28      | 3                  | 21               | 4                    |
| Жінки    | 15      | 1                  | 6                | 8                    |
| Разом    | 43      | 4                  | 27               | 12                   |